# 普林斯顿在亚洲
普林斯顿在亚洲（英語：Princeton in Asia,PiA)是一个非盈利组织，帮助应届大学毕业生获得为期一年的工作，主要是在亚洲的教育机构、商务、媒体组织和非政府组织。是这类组织中较著名的几个；纽约时报称其与外国語青年招致事業、和平队等组织类似。普林斯顿在亚洲是普林斯顿大学下设的独立分支，只有约三分之一的普林斯顿在亚洲成员是普林斯顿大学的校友。
普林斯顿在亚洲的根源可以追溯到1898年，当时一批普林斯顿大学的本科生，为支持北京的基督教青年会而成立了“普林斯顿在北京”，其中最有名的参与者是甘博。组织的名称在1923年改为“普林斯顿燕京基金会”。1949年，中国关闭了此组织，这也使得其将主要精力投向亚洲的其他地方，并在1955年更名为“普林斯顿在亚洲”。（在此之后组织也重建了大部分在中国的业务）1970年，组织雇佣了他第一个全职执行董事，组织在20世纪七、八十年代也有了很大的进步。在2010年，组织在18个国家/地区派出了165名成员，包括柬埔寨，中国大陆，香港，东帝汶，印度，印度尼西亚，日本，哈萨克斯坦，韩国，老挝，蒙古，马来西亚，尼泊尔，菲律宾，新加坡，台湾，泰国和越南。
普林斯顿在亚洲已经不再是一个传教组织，不过组织前执行长卡丽·戈登在1988年说道：“我们写于1911年的使命声明并没有改变。”那个使命是
|  | 为推动良好的意愿和理解，用一切方式来促进东西方文明最佳理念的自由交换。 |